# جوكر (فلم 2019)
جوكر (بالإنجليزية: Joker) هو فيلم إثارة نفسية أمريكي صدر سنة 2019 من إخراج وإنتاج تود فيليبس، والذي شارك في كتابة السيناريو مع سكوت سيلفر. الفيلم، والذي يستند إلى شخصية دي سي كومكس بنفس الاسم، قام ببطولته خواكين فينيكس في دور الجوكر. تم توزيعه من قِبل وارنر برذرز ومن المقرر أن يكون الفيلم بداية سلسلة دي سي بلاك، سلسلة من الأفلام المستقلة القائمة على عالم دي سي. تجري أحداث الفيلم، الذي يمثل قصة أصل الجوكر، في عام 1981 ويتبع آرثر فليك، الممثل الكوميدي الفاشل الذي ينتقل إلى حياة من الجريمة والفوضى في مدينة غوثام. شارك أيضًا في الفيلم كل من روبرت دي نيرو، وزازي بيتز، وفرانسيس كونروي، وبريت كولين، ومارك مارون، وبيل كامب، وشيا ويجهام، وغلين فليشلر، ودوغلاس هودج، وبريان تيري هنري، وآخرين.
صمم فيليبس فكرة الفيلم في عام 2016 وكتب السيناريو مع سيلفر طوال عام 2017. استلهم الاثنان من دراسات شخصيات السبعينيات وأعمال مارتن سكورسيزي؛ عملت رواية باتمان: النكتة القاتلة (1988) بمثابة الأساس للفيلم، لكن فيليبس وسيلفر لم يلجأوا إلى القصص المصورة للحصول على الإلهام. تم ربط فينيكس بالمشروع في فبراير 2018 وتم اختياره رسميا في يوليو، بينما تم اختيار غالبية الممثلين الآخرين في أغسطس. بدأ التصوير الرئيسي في سبتمبر 2018، في مدينة نيويورك، وجيرسي سيتي، ونيوآرك، واختُتِم في ديسمبر من نفس العام.
عٌرض الفيلم للمرة الأولى في مهرجان البندقية السينمائي الدولي النسخة 76 في 31 أغسطس 2019، حيث فاز بجائزة الأسد الذهبي، وهي أعلى جائزة في المهرجان. صدر الفيلم في الولايات المتحدة في 4 أكتوبر 2019. تلقى الفيلم تعليقات إيجابية من النقاد مع توجيه الثناء بشكل خاص لأداء فينيكس.
حقق الفيلم نجاحًا كبيرًا في شباك التذاكر الأمريكية، حيث سجل أرقامًا ملفته منذ إصداره في شهر أكتوبر. حيث حقق الفيلم إيرادات فاقت المليار دولار أمريكي، مما جعله أول فيلم ذو تصنيف مقيد (R-rated) يجتاز حاجز المليار دولار في شباك التذاكر في جميع أنحاء العالم، وهو سابع أعلى فيلم تحقيقًا للإيرادات في عام 2019، وهو كذلك في المرتبة الثانية والثلاثون في قائمة أعلى الأفلام دخلًا.
تلقى فيلم جوكر عدة ترشيحات لنيل جوائز في حفل توزيع جوائز الأوسكار الثاني والتسعون، حيث حصل الفيلم على 11 ترشيحًا في عدة فئات، منها جائزة أفضل فيلم، وأفضل مخرج، وأفضل ممثل رئيسي، وجائزة أفضل كتابة (سيناريو مُقتبس) وأفضل تصميم أزياء. تمكن من حصد جائزتين منها، حيث فاز خواكين فينيكس بجائزة الأوسكار لأفضل ممثل وفازت هيلدور غونادوتير بجائزة الأوسكار لأفضل موسيقى تصويرية، وهما من فازا قبلها بنفس الفئة في حفل توزيع جوائز الغولدن غلوب السابع والسبعون وحفل توزيع جوائز الأكاديمية البريطانية للأفلام الثالث والسبعين.

## القصة
في عام 1981، يعيش مهرج الحفلات والأوساط الاجتماعية والممثل الكوميدي الطموح آرثر فليك مع والدته بيني في مدينة غوثام. يتسم المجتمع الطبقي في مدينة غوثام بالجريمة والبطالة، مما يجعل شرائح السكان محرومة وفقيرة. يعاني آرثر من اضطراب عقلي يجعله يضحك في أوقات غير مناسبة ويعتمد على خدمات الضمان الاجتماعي للعلاج. بعد قيام عصابة من الشباب بمهاجمة آرثر في زقاق، يعطيه زميله في العمل راندال مسدسًا للحماية. يدعو آرثر جارتهُ، صوفي، إلى عرضه الكوميدي ويبدآن في المواعدة.
يسقط مسدس آرثر من جيبه أثناء تأديته عرضًا في مستشفى للأطفال، مما يتسبب بفصله من عمله بسبب أكاذيب راندال أن آرثر اشترى منه المسدس بنفسه. ثم يخرج آرثر ويستقل القطار، فسمع حوارًا بين ثلاث رجال يعملون في شركة واين وفتاة وقد كانوا يضايقونها، فيدخل في نوبة ضحك لا يستطيع السيطرة عليها، ما استفز الرجال الثلاثة، فقاموا بالاعتداء عليه بالضرب المبرح والركل، فيطلق آرثر النار على اثنين بمحاولة منه للدفاع عن نفسه ويقتل الثالث أيضًا بعد أن فشل في الهرب منه. يدين الملياردير مرشح البلدية توماس واين عمليات القتل، والذي يصنف أولئك الذين يحسدون أشخاصًا أكثر نجاحًا على أنهم «مهرجون». تبدأ المظاهرات ضد أغنياء غوثام، حيث يرتدي المتظاهرون أقنعة المهرج في صورة آرثر. يغلق تخفيض التمويل برنامج الخدمة الاجتماعية، تاركًا آرثر دون دواء.
يظهر عرض آرثر الكوميدي بشكل سيء؛ يضحك بلا انضباط، ويحاول أن يقول أنه يكره المدرسة وهو طفل، ويواجه صعوبة في تقديم النكات. يسخر مقدم برنامج حواري يُدعي موراي فرانكلين من آرثر في وقت لاحق من خلال عرض مقاطع في برنامجه. يعثر آرثر على رسالة كتبتها بيني إلى توماس، تدعي فيها أنه ابن توماس غير الشرعي. أدى هذا إلى كرهه والدته لإخفاء الحقيقة. في قصر توماس واين، يتحدث آرثر مع ابن توماس الشاب بروس، لكنه يهرب بعد مشاجرة مع الخادم ألفريد بينيوورث. بعد زيارة قام بها اثنان من رجال شرطة مدينة غوثام للتحقيق في تورط آرثر في قتل الشبان الثلاثة في القطار، عانت بيني من سكتة دماغية وهي في المستشفى.
في حدث عام، يواجه آرثر توماس، الذي يخبره أن بيني متوهمة ومجنونة وإنها ليست والدته البيولوجية. وعندما بدأ آرثر بالضحك، تلقى لكمة من قبل توماس. في حالة إنكار، يزور آرثر مستشفى أركام الحكومي ويسرق ملف قضية بيني؛ يقول الملف أن بيني تبنت آرثر كطفل أثناء عملها كمدبرة منزل لعائلة واين في الخمسينات وسمحت لصديقها المسيء أن يضربهما كليهما، والذي تم اعتقاله فيما بعد ومات بالسجن. زعمت بيني أن توماس استخدم نفوذه لتلفيق التبني وإلزامها باللجوء لإخفاء علاقتهما. يذهب آرثر إلى المستشفى ويقتل بيني بخنقها بوسادتها. يعود إلى المنزل ويدخل شقة صوفي دون سابق إنذار. تطلب صوفي منه أن يغادر وهي خائفة. كانت لقاءاتهم السابقة هي أوهام آرثر.
يكون آرثر مدعو للظهور في برنامج موراي بسبب الشعبية غير المتوقعة لمقاطع روتينه الكوميدية. بينما يستعد، زار آرثر راندال وزميله السابق غاري. قتل آرثر راندال على أنه انتقام، لكنه ترك غاري دون أن يُصاب بأذى بسبب معاملته له بشكل جيد في الماضي. في طريقه إلى الاستوديو، يطارد المحققان آرثر على قطار مليء بالمتظاهرين المهرجين. يطلق أحد المباحث النار بطريق الخطأ على متظاهر ويثير أعمال شغب، مما يسمح لآرثر بالهروب.
قبل بدء العرض، يطلب آرثر من موراي تقديمه باعتباره جوكر، في إشارة إلى سخرية موراي السابقة. ينطلق آرثر إلى التصفيق، لكنه يخبر النكات المهووسة ويعترف بأنه قتل الرجال في القطار، ويشكو من المتنمرين وكيف يتخلى المجتمع عن المحرومين والمرضى العقليين. يطلق آرثر النار بشكل قاتل على موراي بعدما ينتقده ويهدده باستدعاء الشرطة ويتم القبض عليه مع اندلاع أعمال الشغب في جميع أنحاء مدينة غوثام. يحاصر أحد المشاغبين عائلة واين في زقاق ويقتل توماس وزوجته مارثا، مما يجنب بروس. يشاهد آرثر المدينة ترتفع في فوضى من نافذة سيارة الشرطة ويضحك. اصطدم مثيري شغب في سيارة إسعاف بسيارة الشرطة وحرروا آرثر. يلطخ الدماء على وجهه في شكل ابتسامة ورقص على هتافات الحشد.
في أركام، يضحك آرثر على نفسه حول مزحة ويخبر طبيبته النفسية بأنها لن تفهمها. يهرب من النظام، تاركًا وراءه آثار أقدام مُلطخة بالدماء.

## طاقم التمثيل
- خواكين فينيكس في دور آرثر فليك / الجوكر:[10] كوميدي فقير يعاني من مرض عقلي ويتجاهله المجتمع،[11] ويؤدي عدم نجاحه إلى أن يصبح مجرمًا عدميًا. قبل اختيار فينيكس للدور، كان ليوناردو دي كابريو، وبرادلي كوبر، وجيك جيلنهال، وآدم درايفر، وجيمس فرانكو، وويل بولتر، ودان ستيفنز، وبول دانو، وكيلب لاندري جونز، وإيوان ريون قيد الاعتبار.[12] كان فينيكس مهتمًا «بدراسة شخصية» منخفضة التكلفة لإحدى شخصيات الروايات الهزلية وقال أن الفيلم «فريد من نوعه، إنه عالمه الخاص من بعض النواحي، وربما [. . .] قد يكون أكثر شيء يخيفك».[13] خسر فينيكس 52 رطل (24 كـغ) في الإعداد[14][15] واستند في ضحكاته على «أشرطة الفيديو للأشخاص الذين يعانون من الضحك المرضي».[16] كما سعى لتصوير شخصية لا يمكن للجمهور التعرف عليها ولم يتطلع إلى التشبه بممثلي شخصية الجوكر السابقين للإلهام؛ بدلاً من ذلك، قرأ كتابًا عن الاغتيالات السياسية حتى يتمكن من فهم القتلة والدوافع.[17]
- روبرت دي نيرو في دور موراي فرانكلين: مضيف برنامج حواري يلعب دورًا في سقوط آرثر.[18] وقال دي نيرو أن دوره في جوكر يُعد إجلال لشخصيته في ملك الكوميديا (1983)، روبرت بابكين، وهو الممثل الكوميدي المهووس بمقدم برنامج حواري.[19]
- زازي بيتز في دور صوفي ديموند:[20] أم عازبة ساخرة وحب آرثر.[21] قالت بيتز، وهي «معجبة كبيرة» بفينيكس، أنها «تشرفت» بالعمل معه،[22] وأنها تعلمت الكثير من العمل معه.[23]
- فرانسيس كونروي في دور بيني فليك: والدة آرثر.[24]
- بريت كولين في دور توماس واين: الملياردير المُحسن الذي يترشح لمنصب عمدة مدينة غوثام.[25] على عكس المصدر المأخوذ منه الفيلم، يلعب واين دورًا في أصول الجوكر، وتُعد شخصيته أقل تعاطفًا من التجسيد التقليدي لها.[26] كان أليك بالدوين سيلعب هذا الدور في البداية، لكنه تركه بسبب تضارب المواعيد.[27][28]
- دوغلاس هودج في دور ألفريد بينيوورث: كبير الخدم والقائم بأعمال عائلة واين.[29]
- دانتي بيريرا-أولسون في دور بروس واين: ابن توماس الذي يصبح باتمان عندما يبلغ.[30][31]
- مارك مارون في دور جين أوفلاند: منتج في برنامج فرانكلين.[32][33]
- بيل كامب وشيا ويجهام في دور الضباط في قسم شرطة مدينة غوثام.[34]

بالإضافة إلى ذلك، يظهر غلين فليشلر ككوميدي ويظهر برايان كالين كمتعري. قام كل من جوش بايس بدور وكيل آرثر وبريان تيري هنري بدور موظف كتابي في مستشفى ولاية أركام.

## الإنتاج

### التطوير

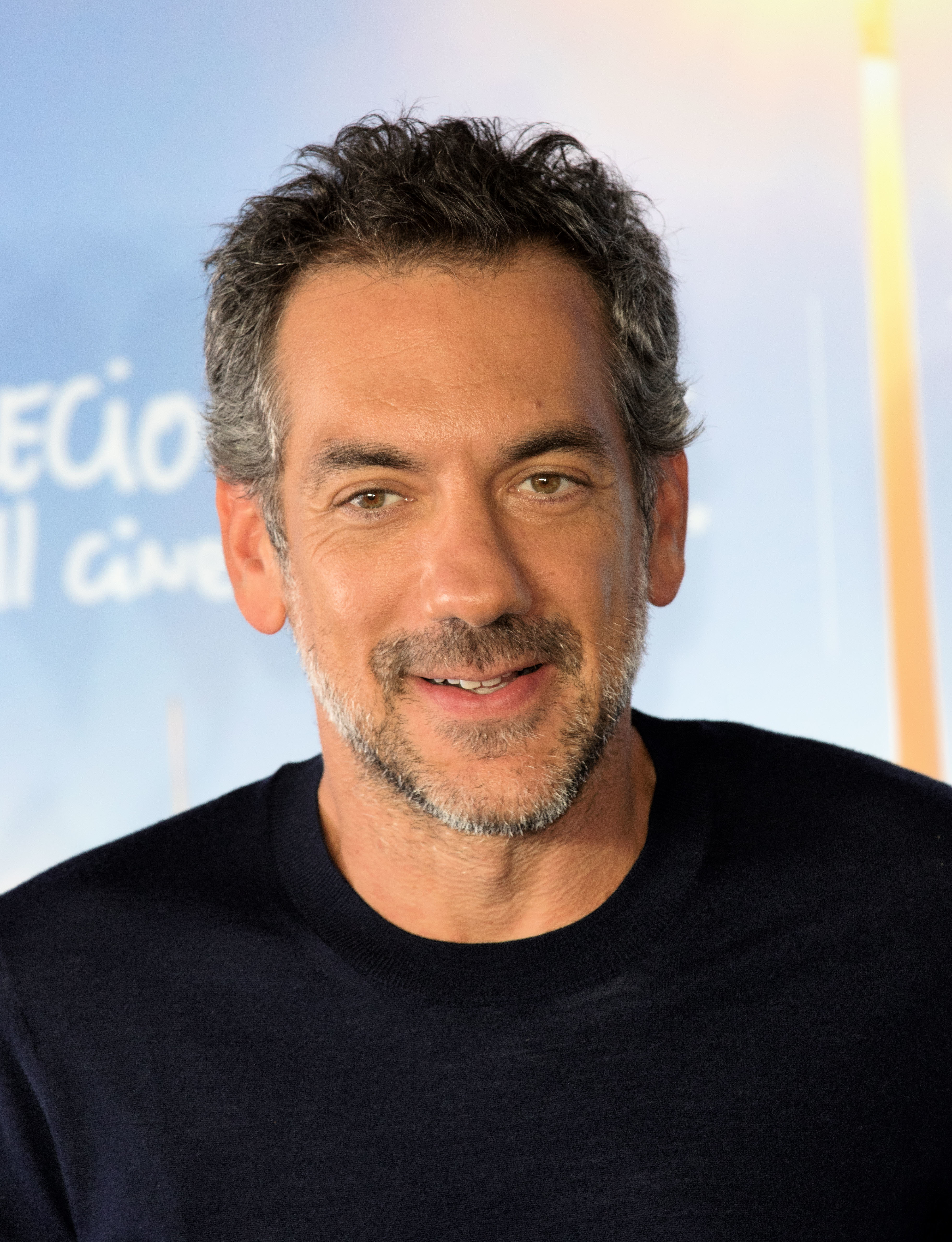
مخرج فيلم جوكر تود فيليبس عام 2016.

في الفترة ما بين عامي 2014 و2015، أعرب خواكين فينيكس لوكيله عن اهتمامه بالتمثيل في فيلم من نوع «دراسة شخصية» منخفضة التكلفة عن شرير كتاب هزلي، مثل شخصية دي سي كومكس الجوكر. كان قد رفض سابقًا التمثيل في عالم مارفل السينمائي لأنه كان سيُطلب منه إعادة تمثيل دور، مثل هولك (الذي صوره في البداية إدوارد نورتون) أو دكتور سترينج، في أفلام متعددة. استبعد الجوكر لفكرة «دراسة الشخصية» وحاول التفكير في شخصية أخرى. «فكرت، 'لا يمكنك تأدية الجوكر، لإنه، كما تعلمون، إنه فقط لا يمكنك أن تفعل تلك الشخصية، لقد تم بالفعل.'» اقترح وكيل فينيكس عقد اجتماع استكشافي مع وارنر برذرز، لكنه رفض الفكرة وتخلى عنها. وبالمثل، عُرض على تود فيليبس إخراج أفلام مُقتبسة من قصص مصورة عدة مرات، لكنه رفض لإنه ظن أنها «صاخبة» ولا تهمه. وفقا لدي فيليبس، تم إنشاء جوكر من فكرته لإنشاء فيلم مختلف وأكثر رسوخًا للقصص المصورة. وقد انجذب إلى الجوكر لإنه لم يعتقد أن هناك صورة مُحددة للشخصية، والتي كان يعلم أنها ستوفر حرية إبداعية كبيرة.
عرض فيليبس فكرة جوكر على وارنر برذرز بعد العرض الأول لفيلمه كلاب حرب في أغسطس 2016. كان فيليبس معروفًا بأفلامه الكوميدية قبل كلاب حرب، مثل رحلة الطريق (2000)، والمدرسة القديمة (2003)، وصداع الكحول (2009)؛ كان كلاب حرب بمثابة مغامرة في منطقة أكثر إقلاقًا. أثناء العرض الأول، أدرك فيليبس أن "كلاب حرب لن يشعل العالم وكنت أفكر،" ماذا يريد الناس أن يروا حقا؟'" واقترح أن دي سي فيلمز تميز سجل أعمالها من مارفل ستوديوز المنافسة' من خلال إنتاج أفلام منخفضة الميزانية ومستقلة. بعد نجاح إصدار المرأة الخارقة (2017)، قررت دي سي فيلمز التقليل من أهمية الطبيعة المشتركة لسلسلة أفلامها المبنية على دي سي، عالم دي سي السينمائي (DCEU). في أغسطس 2017، كشفت وارنر برذرز ودي سي فيلمز عن خطط للفيلم، مع إخراج فيليبس ومشاركته في الكتابة بجانب سكوت سيلفر، ومن المقرر أن يشارك مارتن سكورسيزي في الإنتاج مع فيليبس. وفقا لدي تاتيانا سيغل من صحيفة هوليوود ريبورتر، فقد فكر سكورسيزي في إخراج جوكر قبل اختيار فيليبس، على الرغم من أن مصدر وارنر برذرز قال أنه شارك فقط لأن الفيلم يحتاج إلى منتج مقره مدينة نيويورك.
شعر الممثل والمغني جاريد ليتو، والذي جسد الجوكر في الفرقة الانتحارية، بالاغتراب والانزعاج من جوكر، حيث أفادت تاتيانا سيغل بأنه ِشعر «بالغربة» بعدما سلطت وارنر برذرز كثيرًا من الضوء علي جوكر، كما كان غير سعيد بعد الإعلان عن الفيلم. وكانت وارنر برذرز قد أعلنت في العام الماضي عن فيلم مستقل من بطولة ليتو، يقدم فيه شخصية الجوكر التي قدمها في الفرقة الانتحارية كجزء منفصل عن السلسلة، ذلك بالإضافة لفيلم يحمل عنوان هارلي كوين وجوكر بجانب مارجو روبي، لكن الشركة المنتجة استبعدت الفيلمين من جدولها المرتبط بمشاريع دي سي.
وكان هناك خطة مُعدة بأن يتم استخدام وجود مارتن سكورسيزي للتأثير علي ليوناردو دي كابريو حتي يقتنع بالدخول إلي عالم القصص المصورة ويجسد دور البطولة في جوكر. لكن فيليبس رأي أن فينيكس هو الممثل الوحيد الذي يمكنه لعب الدور، فقد كتب مع سيلفر السيناريو واضعين فينيكس في الاعتبار، "لم يكن الهدف أبدًا إدخال خواكين فينيكس في عالم أفلام القصص المصورة. كان الهدف هو إدخال أفلام القصص المصورة في عالم خواكين فينيكس." علي حد قوله، كان فينيكس متحمسًا بعدما علم بشأن الفيلم، فقد كان من النوع الذي يتطلع إلى القيام به، واصفًا إياه بأنه فريد من نوعه وذكر أنه لا يشعر أنه "فيلم إستوديو" نموذجي. استغرق الأمر له بعض الوقت للالتزام بالدور، حيث أنه أخافه وقال: "في كثير من الأحيان، في هذه الأفلام، لدينا هذه الأنماط البدائية المُبسطة والاختزالية، وهذا يسمح للجمهور أن يكون بعيدًا عن الشخصية، تمامًا كما نفعل في الحياة الواقعية، حيث من السهل وصف شخص ما بالشرير، وبالتالي يقول، "حسنا، أنا لست كذلك.'"

### الكتابة
كتب فيليبس وسيلفر جوكر طوال عام 2017 واستغرقت عملية الكتابة حوالي عام. وفقًا لدي إيما تيلينغر كوزكوف، منتجة الفيلم، فقد استغرق الأمر بعض الوقت للحصول على الموافقة علي السيناريو من وارنر برذرز، جزئيًا بسبب المخاوف بشأن المحتوي. وبالمثل، علق فيليبس على أنه كان هناك «حواجز كبيرة لا يمكن حصرها» خلال عملية الكتابة التي استمرت لمدة عام بسبب وضوح الشخصية. قال فيليبس أنه على الرغم من أن موضوعات السيناريو قد تعكس المجتمع الحديث، إلا أنه لم يكن القصد من الفيلم أن يكون سياسيًا. بينما ظهر الجوكر في عدة أفلام من قبل، اعتقد فيليبس أنه من الممكن إنتاج قصة جديدة تتناول الشخصية. قال لنيويورك تايمز: «إنه مجرد تفسير آخر، مثلما يقوم الناس بتفسيرات لمكبث».
يستمد السيناريو الإلهام من أفلام سكورسيزي مثل سائق التاكسي (1976)، والثور الهائج (1980)، وملك الكوميديا (1983)، ذلك بالإضافة لثلاثية صداع الكحول التي أخرجها فيليبس. استشهد فيليبس بأفلام أخرى كمصدر إلهام من بينها دراسات الشخصية التي صُدرت في السبعينيات—مثل سيربيكو (1973) ووطار فوق عش المجانين (1975)—الفيلم الصامت الرجل الذي يضحك (1928) وعدة أفلام موسيقية. قال فيليبس أنه بغض النظر عن النغمة، إلا أنه لا يعتبر جوكر مختلفًا عن أعماله السابقة، مثل ثلاثية صداع الكحول. مقدمة الفيلم مُستوحاة من رواية آلان مور وبرايان بولاند المصورة باتمان: النكتة القاتلة (1988)، والتي تصور الجوكر ككوميدي فاشل، في حين أن مشهد البرنامج الحواري المتألق مُستوحى من مشهد مماثل في عودة فارس الظلام (1986) لـفرانك ميلر. ومع ذلك، قال فيليبس أن الفيلم لا «يتبع أي شيء من الكتب المصورة… هذا ما كان مثيرًا للاهتمام بالنسبة لي. نحن لا نقوم بجوكر حتى، ولكن قصة أن نصبح جوكر». أوضح فيليبس في وقت لاحق أنه يعني أنهم لم يتطلعوا إلى قصة مصورة محددة للإلهام، ولكن بدلا من ذلك «انتقينا واختارنا ما نحب» من تاريخ الشخصية. ولأنه نشأ في نيويورك، فقد استلهم فيليبس أيضًا الحياة في مدينة نيويورك خلال أوائل الثمانينيات. مشهد إطلاق النار في مترو الأنفاق وتبعاته مُستوحي من حادثة إطلاق النار في مترو نيويورك 1984. بينما يستند آرثر فليك جزئيًا إلي الجاني برنارد غوتز.
وجد فيليبس وسيلفر القصة الأصلية للجوكر الأكثر شيوعًا، والتي تشوهت فيها الشخصية بعد الوقوع في وعاء من الحمض، غير واقعية للغاية. بدلاً من ذلك، استخدما عناصر معينة من تقاليد الجوكر لإنتاج قصة أصلية، والتي أراد فيليبس أن يشعر بأنها أصلية قدر الإمكان. نظرًا لأن الجوكر ليس لديه قصة أصلية محددة في القصص المصورة، فقد تم منح فيليبس وسيلفر حرية إبداعية كبيرة و«دفع كل منهما الآخر كل يوم للتوصل إلى شيء مجنون تمامًا». ومع ذلك، فقد حاولوا الاحتفاظ بطبيعة «الاختيار من متعدد» الغامضة لماضي الجوكر من خلال وضع الشخصية على أنه راو غير موثوق به—مع كون القصص بأكملها هي ببساطة أوهامه—وتركوا الأمراض العقلية التي يعاني منها غير واضحة. على هذا النحو، قال فيليبس أن الفيلم بأكمله مفتوح للتفسير.

### مرحلة ما قبل الإنتاج

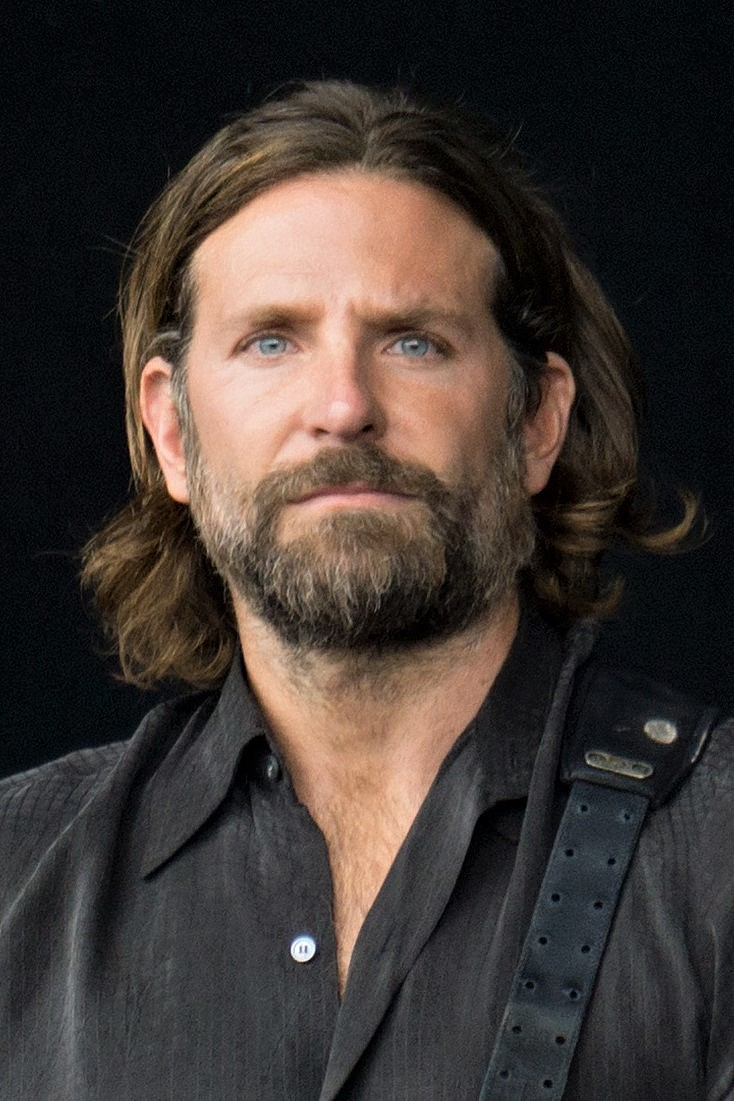
شارك برادلي كوبر في الإنتاج.

بعد الأداء النقدي والمالي المحبط لفرقة العدالة (2017)، حل والتر هامادا محل جون بيرغ كرئيس لإنتاج الأفلام المبنية علي دي سي في وارنر برذرز في كانون الثاني / يناير 2018. قام هامادا بتصنيفه من خلال مختلف أفلام دي سي قيد التطوير، حيث ألغى بعضها بينما قدم العمل على أفلام أخرى؛ كان من المقرر أن يبدأ تصوير فيلم جوكر في أواخر عام 2018 بميزانية صغيرة قدرها 55 مليون دولار. ذكرت ماسترز أن وارنر برذرز كانت مترددة في السماح لجوكر بالمضي قدمًا ومنحته ميزانية صغيرة في محاولة لثني فيليبس عن ذلك. وبحلول حزيران / يونيو، كان روبرت دي نيرو قيد الحسبان ليقوم بدور مساعد في الفيلم. بعد أربعة أشهر من الإقناع من فيليبس، تم الانتهاء من الاتفاق مع فينيكس في يوليو 2018. بعد ذلك مباشرة، أضاءت وارنر برذرز الفيلم باللون الأخضر رسميًّا، وعنوانه جوكر، وبتاريخ إصدار 4 أكتوبر 2019. ووصفت وارنر برذرز الفيلم بأنه «استكشاف لرجل تجاهله المجتمع [وهذا] ليس فقط دراسة شخصية شجاعة، ولكن أيضا حكاية تحذيرية أوسع نطاقًا.»
بالرغم من انسحاب سكورسيزي من الإنتاج بسبب التزامات أخري، إلا أن كوزكوف، شريكته لفترة طويلة، إنضمت إلي الإنتاج. كان من المُفترض أن يكون سكورسيزي منتجًا تنفيذيًا للفيلم، لكنه كان مشغولًا بفيلم الأيرلندي. كما تم التأكيد علي أن الفيلم لن يكون له تأثير علي دور ليتو للجوكر وسيكون أول فيلم في سلسلة دي سي فيلمز الجديدة التي لا علاقة لها بـDCEU. في يوليو، كانت زازي بيتز من ضمن طاقم التمثيل في دور مساعد ودخل دي نيرو في المفاوضات في أغسطس. رفضت فرانسيس مكدورماند لعب دور والدة الجوكر، فقبلت فرانسيس كونروي العرض. مع نهاية يوليو، كان مارك مارون وبرايان كالين قد انضما للفيلم. لعب أليك بالدوين دور توماس واين في 27 أغسطس، لكنه انسحب بعدها بيومين نتيجة خلافات في الجدول الزمني.

### التصوير السينمائي

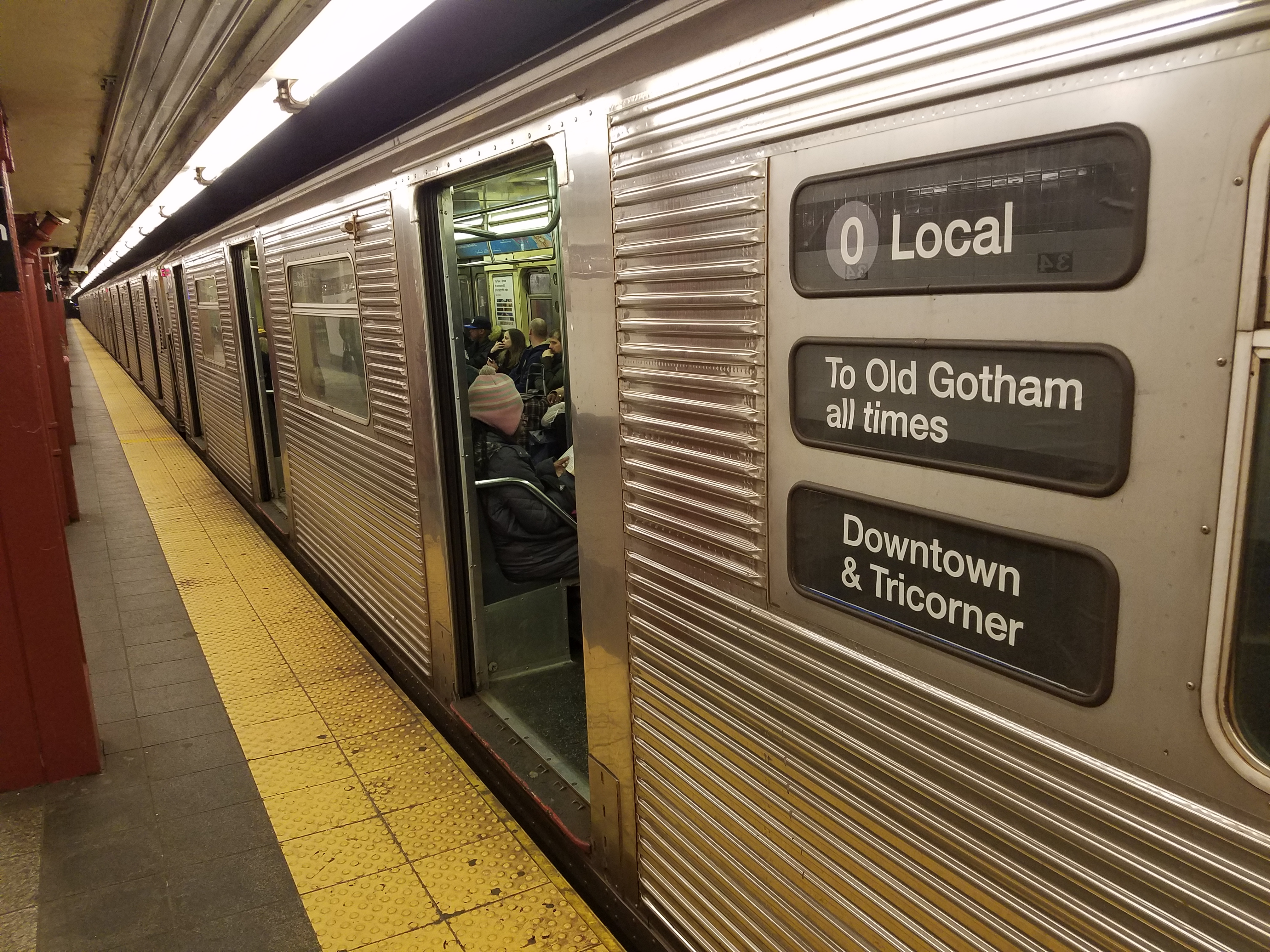
قطار سي بمترو نيويورك مع رولساين قطار 0 الخيالي المتبقي من تصوير جوكر.

بدأ التصوير الرئيسي في مدينة نيويورك في سبتمبر 2018. تحت عنوان العمل روميو. بعد بدء التصوير بفترة قصيرة، كان دي نيرو، وبريت كولين، وشيا ويجهام، وغلين فليشلر، وبيل كامب، وجوش بايس، ودوغلاس هودج قد أعلنوا عن مشاركتهم في الفيلم، مع قيام كولين بلعب دور توماس واين. انضم برادلي كوبر للفيلم كمنتج، وسيكون مدير التصوير هو لورانس شير، وكلاهما تعاون معهم فيليبس سابقًا. في 22 سبتمبر، تم تصوير مشهد مظاهرة عنيفة في محطة تشيرش أفينيو في كينسينغتون، بروكلين، علي الرغم من أن المحطة تم تعديلها لتصبح مثل محطة بيدفورد بارك بولفارد في ذا برونكس. كما تم تصوير مشاهد العنف في الرصيف السفلي المهجور في محطة الجادة التاسعة في حديقة سانست، بروكلين.
وفقا لدي بيتز، أعاد فيليبس كتابة السيناريو بأكمله أثناء الإنتاج؛ لأن فينيكس فقد الكثير من الوزن من أجل الفيلم، لن تكون هناك فرصة لإعادة التصوير. ذكرت بيتز: «كنا نذهب إلي مقطورة تود ونكتب المشهد لهذه الليلة ثم نفعل ذلك. أثناء الشعر والمكياج كنا نحفظ تلك الخطوط ثم نفعلها ثم نعيد تصويرها بعد ثلاثة أسابيع». ذكر فيليبس أن فينيكس كان يخرج في بعض الأحيان أثناء التصوير لأنه فقد ضبط النفس ويحتاج إلي تنظيم نفسه—ما أدي لارتباك الممثلين الآخرين، والذين شعروا أنهم فعلوا شيئًا خاطئًا. قال دي نيرو عن فينيكس «إنه كان شديد الحدة فيما كان يفعله، كما ينبغي أن يكون، كما ينبغي أن يكون هو».
بدأ التصوير في جيرسي سيتي في 30 سبتمبر وأغلق شارع نيوآرك. أثناء التصوير في 9 نوفمبر، أُغلق جادة كينيدي. بدأ التصوير في نيوآرك في 13 أكتوبر وانتهي في 16 أكتوبر. قبل وقت قليل من التصوير في نيوآرك، تلقت إس إيه جي-إيه إف تي آر إيه شكوى من احتجاز كومبارسات في سيارات المترو لأكثر من ثلاث ساعات أثناء التصوير في بروكلين، وهو انتهاك للراحة. تم حل المشكلة بسرعة بعد قدوم الممثل. في نفس الشهر، انضم دانتي بيريرا-أولسون في دور بروس واين الصغير. قال ويجهام في نهاية أكتوبر أن الفيلم كان في «منتصف» إنتاجه، مضيفًا أنه كان تجربة «مكثفة» و«لا تُصدق». بحلول منتصف تشرين الثاني / نوفمبر، عاد التصوير إلي نيويورك. انتهي التصوير في 3 ديسمبر 2018، مع قيام فيليبس بنشر صورة علي إنستغرام في وقت لاحق من نفس الشهر احتفالًا بتلك المناسبة.

### مرحلة ما بعد الإنتاج
أكد فيليبس أنه كان بصدد تركيب جوكر في مارس 2019. في الشهر التالي في سينما كون، ذكر فيليبس أن الفيلم «لا يزال يتشكل» وكان من الصعب مناقشته، لأنه كان يأمل في الحفاظ علي السرية. نفي أيضًا معظم التقارير التي تحيط بالفيلم، والذي شعر أنها بسبب «قصة أصلية عن شخصية ليس لها أصل محدد». تم التأكيد أيضًا علي أن بريان تيري هنري سيكون له دور في الفيلم. تم توفير المؤثرات البصرية بواسطة سكانلاين في إف إكس وشييد في إف إكس وأشرف عليها ماثيو جيامبا وبريان جودوين، مع وجود إروين ريفيرا كمُشرف شامل.
تم قص مشهد واحد من الفيلم، والذي يصور صوفي وهي تشاهد ظهور آرثر في برنامج فرانكلين. كان المشهد مُتعمد حتي يُظهر للجمهور أنها لا تزال علي قيد الحياة (حيث يشير الفيلم علي نحو مختلف بأن آرثر قتلها)، ولكن قرر فيليبس أن ذلك سيخرب السرد الذي صُور من وجهة نظر آرثر.
كانت الميزانية النهائية للفيلم 55-70 مليون دولار، واعتبرتها هوليوود ريبورتر «جزء صغير» من تكلفة فيلم نموذجيّ مبني علي كتاب القصص المصورة. وبالمقارنة، فإن فيلم دي سي السابق الذي يركز علي الأشرار، الفرقة الانتحارية (2016)، تكلف 175 مليون دولار. تمت تغطية 25 مليون دولار من ميزانية جوكر من قِبل شركة كريتيف ويلث ميديا المُمولة في تورونتو، بينما ساهمت فيلاج رود شو بيكتشرز واستوديوهات برون بنسبة 25٪. يُعتبر جوكر أيضًا أول فيلم حي من سلسلة أفلام باتمان يحصل علي تصنيف آر أو تصنيف مقيد من جمعية الفيلم الأمريكي، بسبب «العنف الدموي القوي، والسلوك المزعج، واللغة، والصور الجنسية القصيرة.» في المملكة المتحدة، منح المجلس البريطاني لتصنيف الأفلام (بي بي إف سي) 15 شهادة للفيلم عن «العنف الدموي القوي [و] اللغة».

## الموسيقى
في أغسطس 2018، تم التعاقد مع هيلدور غونادوتير لتلحن موسيقى الفيلم. بدأت غونادوتير بكتابة الموسيقى بعدما قرأت السيناريو وقابلت فيليبس، والذي «كان لديه الكثير من الأفكار القوية» حول كيف كان يعتقد أن الأغنية يجب أن تبدو. عملت على موسيقى جوكر إلى جانب موسيقى مسلسل الدراما القصير تشيرنوبيل؛ قالت غونادوتير أن التبديل بين الاثنين كان تحديًا لأن موسيقى العملين كانت مختلفتان جدًا عن بعضهما. إضافةً إلي ذلك، يتضمن الفيلم الأغاني «ذاتس لايف»، و«سيند إين ذا كلاونز»، و«وايت رووم»، و«روك آند رول الجزء 2». أثار استخدام أغنية «روك آند رول الجزء 2» جدلاً عندما ذكرت التقارير أن مغنيها غاري غليتر (مجرم جنسي مُدان) سيحصل على حقوق الملكية الفكرية، ولكن تم تأكيد عدم صحة ذلك في وقت لاحق. تم إصدار موسيقى الفيلم في 2 أكتوبر 2019 بواسطة ووترتاور ميوزيك. فازت موسيقى غونادوتير بعدة جوائز بما فيها جوائز الأوسكار، وساتالايت، وزحل، وموسيقى هوليوود في وسائل الإعلام، وجائزة غولدن غلوب لأفضل موسيقى تصويرية، وهو ما جعلها أول امرأة تفوز كملحن منفرد في هذه الفئة.

## الإطلاق

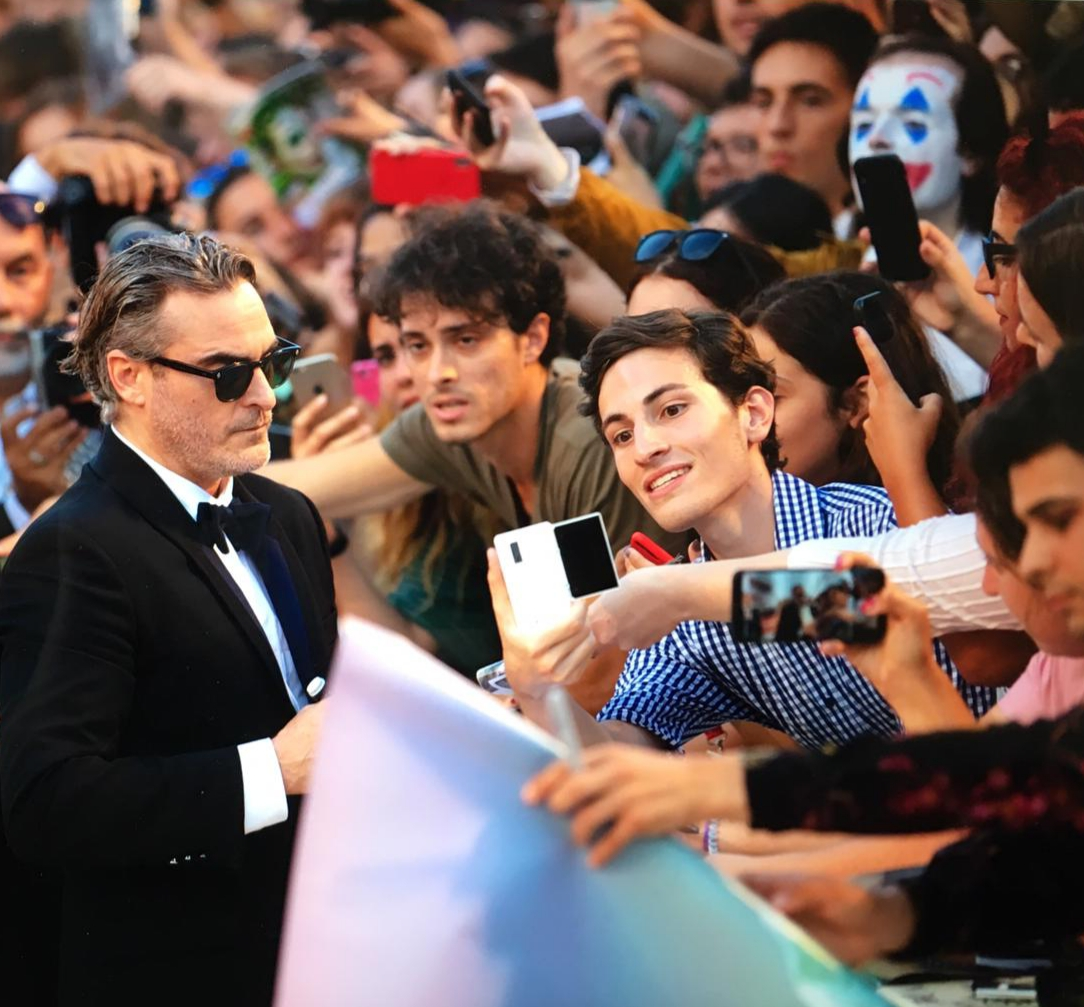
خواكين فينيكس في العرض الأول لفيلم جوكر في مهرجان البندقية السينمائي الدولي 2019.

تم العرض الأول لفيلم جوكر في مهرجان البندقية السينمائي في دورته الـ76 في 31 أغسطس 2019، حيث تلقي هناك تصفيقًا مع الوقوف لمدة 8 دقائق وفاز بجائزة الأسد الذهبي. تم عرض الفيلم أيضًا في مهرجان تورونتو السينمائي الدولي في 9 سبتمبر 2019. تم طرح الفيلم من قِبل شركة وارنر برذرز يوم 4 أكتوبر 2019 في الولايات المتحدة، وفي 3 أكتوبر في أستراليا، ومصر، وإيران، وفي 2 أكتوبر في كثير من الدول العربية مثل: المملكة العربية السعودية، والإمارات العربية المتحدة، والكويت، وقطر، والأردن، والبحرين، وسلطنة عمان، ولبنان. تم عرض الفيلم في 16 نوفمبر 2019 في البيت الأبيض، حيث أعرب الرئيس الأمريكي دونالد ترامب عن استمتاعه بالفيلم. بدءًا من 17 يناير 2020، كان من المقرر إعادة عرض الفيلم في دور العرض بجميع أنحاء أمريكا الشمالية، وذلك عقب ترشحه في عدة حفلات توزيع جوائز.

## التسويق
في 16 سبتمبر 2018، نشر فيليبس أول صورة لشخصية فينيكس في جوكر على حسابه في موقع إنستغرام. وفي 21 سبتمبر، نشر لقطة لفينيكس وهو يرتدي ماكياج الجوكر. في 2 أبريل 2019 في سينما كون، كشف فيليبس عن أول تريلر للفيلم، والذي صُدر على الإنترنت في اليوم التالي. أثار التريلر، والذي تضمن أغنية «ابتسم» بأداء جيمي دورانت، ردود فعل إيجابية، حيث قارنها بعض المعلقين بأغنية سائق التاكسي ومرثية حلم وأشادوا بأداء فينيكس. وصف الكُتاب الفيلم بأنه قاتم وقاسٍ، مع شعور جينا أندرسون من موقع ComicBook.com أنه يبدو مثل فيلم إثارة نفسية أكثر من فيلم مبني علي كتاب قصص مصورة. عبر الممثل الأمريكي مارك هاميل، والذي أدى صوت الجوكر منذ الكرتون باتمان: مسلسل الرسوم متحركة الذي صُدر عام 1992، عن حماسه على تويتر. وعلى النقيض من ذلك، قال جيرمان لوسييه من موقع آي آو 9 أن التريلر كشف عن القليل جدًا وأنه يشبة جدًا الصور التي نشرها فيليبس على إنستغرام. في حين أنه كان لا يزال يعتقد أن هذا احتمال معروض، أعتقد لوسييه بشكل عام أن التريلر لم يكن «هوم ران.» وصلت عدد مشاهدات التريلر إلى أكثر من ثمانية ملايين مشاهدة في الساعات الأولى من إصداره.
في 25 أغسطس 2019، أصدر فيليبس ستة إعلانات قصيرة احتوت على فلاشات من الكتابة، كاشفًا عن أن التريلر الثاني سيتم إصداره في 28 أغسطس. أشاد صانع الأفلام كيفن سميث بالتريلر، مشيرًا إلى أنه يعتقد أن الفيلم «سيستمر في العمل حتى لو لم تكن [دي سي كوميكس] موجودة» وأشاد بتفرده. بشكل عام، قدرت ددلاين هوليوود مبلغ ما أنفقته وارنر برذرز على الترويج والإعلانات بمبلغ 120 مليون دولار.

## الإيرادات
وصلت إيرادات الفيلم منذ بدأ عرضه في 4 من أكتوبر 2019 في دور السينما الأمريكية، وخلال يومين فقط 93.5 مليون دولار. وكان المتوقع للفيلم أن يحقق مابين 85 إلى 90 مليون دولار فقط. ثم تخطت إيراداته حاجر المليار دولار في منتصف نوفمبر 2019.

## وصلات خارجية
- الموقع الرسمي
- جوكر على موقع IMDb (الإنجليزية)
- جوكر على موقع ميتاكريتيك (الإنجليزية)
- جوكر على موقع روتن توميتوز (الإنجليزية)
- جوكر على موقع نتفليكس (الإنجليزية)
- جوكر على موقع قاعدة بيانات الأفلام العربية
- جوكر على موقع ألو سيني (الفرنسية)
- جوكر على موقع Turner Classic Movies (الإنجليزية)
- جوكر على موقع أول موفي (الإنجليزية)
- جوكر على موقع بوكس أوفيس موجو (الإنجليزية)
- جوكر على موقع فيلمافينيتي (الإسبانية)